# Régis de Chantelauze
Régis de Chantelauze, né à Montbrison (Loire) le 23 mars 1821 et mort à Paris le 3 janvier 1888, est un historien français, un savant, un érudit de premier ordre. Il est le neveu du ministre, du même nom, de Charles X.
Chercheur infatigable, selon Pierre Larousse, Régis de Chantelauze, se prend de passion pour certains épisodes secondaires de l'histoire et met la main sur de nombreux documents inédits, tels que le journal de Dominique Bourgoing, médecin de Marie Stuart, dont la publication a un certain retentissement dans le monde savant de son temps. Il édite notamment plusieurs volumes des œuvres du cardinal de Retz et ses travaux sont plusieurs fois récompensés par l'Institut de France.
Il publie sous le nom de "Gui de la Grye", un recueil de pièces et documents sur les principaux auteurs foresiens (Gui de la Grye est le nom de famille de sa mère)

## Principales publications
- Le Père de La Chaize, études d'histoire religieuse, 1859
- Portraits d'auteurs forésiens, pièces et documents inédits, 1862 Texte en ligne
- Marie Stuart, son procès et son exécution, d'après le journal inédit de Bourgoing, son médecin, la correspondance d'Amyas Poulet, son geôlier, et autres documents nouveaux, 1876

- Prix Bordin de l’Académie française 1877
- Le Cardinal de Retz et l'affaire du chapeau, étude historique, suivie des correspondances inédites de Retz, de Mazarin, 2 vol., 1877 Texte en ligne 1 2

- Grand Prix Gobert de l’Académie française 1878
- Le Cardinal de Retz et ses missions diplomatiques à Rome, d'après les documents inédits des archives du Ministère des Affaires étrangères, 1879 Texte en ligne

- Grand Prix Gobert de l’Académie française
- Saint Vincent de Paul et les Gondi, d'après de nouveaux documents, 1882
- Louis XVII, son enfance, sa prison et sa mort au Temple, d'après des documents inédits des Archives nationales, 2 vol.,  1884-1887
- Portraits historiques. Philippe de Commynes, le grand Condé, Mazarin, Frédéric II, Louis XV et Marie-Thérèse, 1887

## Source
- Pierre Larousse, Grand Dictionnaire universel du XIXe siècle, vol. XVII, 2e supplément, 1877, p. 782